# Уч-Эвли
Уч-Эвли (укр. Уч-Евлі, крымскотат. Üçevli, Учьэвли) — исчезнувшее село в Ленинском районе Республики Крым, располагавшееся на юге района и Керченского полуострова, у северного берега Узунларского озера, примерно в 2 км к юго-востоку от современного села Прудниково.

## История
Впервые в исторических документах Уч-Эвли встречается среди селений, в которые перед Русско-турецкой войной 1787—1791 годов производилось выселение крымских татар из прибрежных населённых пунктов, было переселено 6 человек. Вновь упоминается в «Ведомости о казённых волостях Таврической губернии 1829 года», согласно которой Уч-Эвли отнесли к Чалтемирской волости (переименованной из Кадыкелечинской). На карте 1836 года в деревне 7 дворов, а на карте 1842 года обозначен условным знаком «малая деревня», то есть, менее 5 дворов и в километре восточнее — развалины Уч-эвли.
В 1860-х годах, после земской реформы Александра II, деревню приписали к Сарайминской волости. Согласно «Списку населённых мест Таврической губернии по сведениям 1864 года», составленному по результатам VIII ревизии 1864 года, Уч-Эвли — владельческая русская деревня с 7 дворами и 61 жителем при колодцах. Затем, видимо, деревня опустела и на трёхверстовой карте Шуберта 1865—1876 года обозначены уже развалины деревни. В дальнейшем в доступных исторических документах не встречается.